# Roger Veillard
Pour les articles homonymes, voir Veillard.
Roger Veillard, né le 14 mars 1908 à La Ferté-sous-Jouarre (Seine-et-Marne) et mort le 11 août 1994 à Duravel (Lot), est un homme politique français.

## Biographie
Fils d'un employé de commerce et d'une directrice d'école, petit-fils d'un ancien maire de La Ferté sous Jouarre, Roger Veillard fait des études secondaires à Meaux, puis supérieures, en droit, à Paris. Il exerce ensuite comme avocat.
Il s'engage en politique dans les années 1930. Adhérent de la SFIO en 1935, il devient secrétaire de la fédération socialiste de Seine-et-Marne, poste qu'il conserve jusqu'au début de la seconde guerre mondiale.
En 1936, il se présente aux législatives dans la circonscription de Fontainebleau, mais n'obtient que 14,3 % des voix et n'est pas élu.
Membre de la tendance Bataille socialiste, de Jean Zyromski, c'est à ce titre qu'il est élu à la commission administrative permanente de la SFIO en 1938.
Mobilisé au début de la seconde guerre mondiale, il participe après l'armistice à la résistance. Membre du mouvement de résistance Libération Nord, il fait un séjour à Londres en 1943, et est recruté par le SOE qui le parachute en France. À la Libération, il est décoré de la croix de guerre, de la médaille de la résistance et de la médaille du combattant volontaire.
Il reprend ses fonctions de secrétaire fédéral de la SFIO, et écarte des responsabilités l'ancien député Arthur Chaussy, ce qui provoque des tensions parmi les socialistes locaux.
Roger Veillard mène en octobre 1945 la liste de la SFIO en Seine-et-Marne pour l'élection de la première assemblée constituante, qui obtient 22,9 % des voix et un siège. Élu député, il abandonne la direction départementale de la SFIO.
Son mandat est surtout marqué par le rapport qu'il dépose, en avril 1946, sur la situation dans les zones d'occupation françaises en Allemagne et en Autriche.
Pendant que les tensions avec les socialistes de Seine-et-Marne s'accroissent, au point qu'il est exclu de la SFIO en avril 1946, Roger Veillard prend du recul avec l'activité parlementaire et demande un congé à l'Assemblée. Il ne se représente pas aux élections de 1946, ni de 1951.
En 1948, il participe à la création de la fédération du Parti socialiste unitaire, fondé par des militants de la Bataille socialiste en rupture avec Guy Mollet sur la question de l'unité avec les communistes.
En 1956, il mène une liste parrainée par le Centre d'action des gauches indépendantes, mais n'obtient que 1,3 % des voix. Après cet échec, il abandonne la vie politique.

## Détail des fonctions et des mandats
Mandat parlementaire
- 21 octobre 1945 - 10 juin 1946 : Député de Seine-et-Marne